# Aenne Fleischer

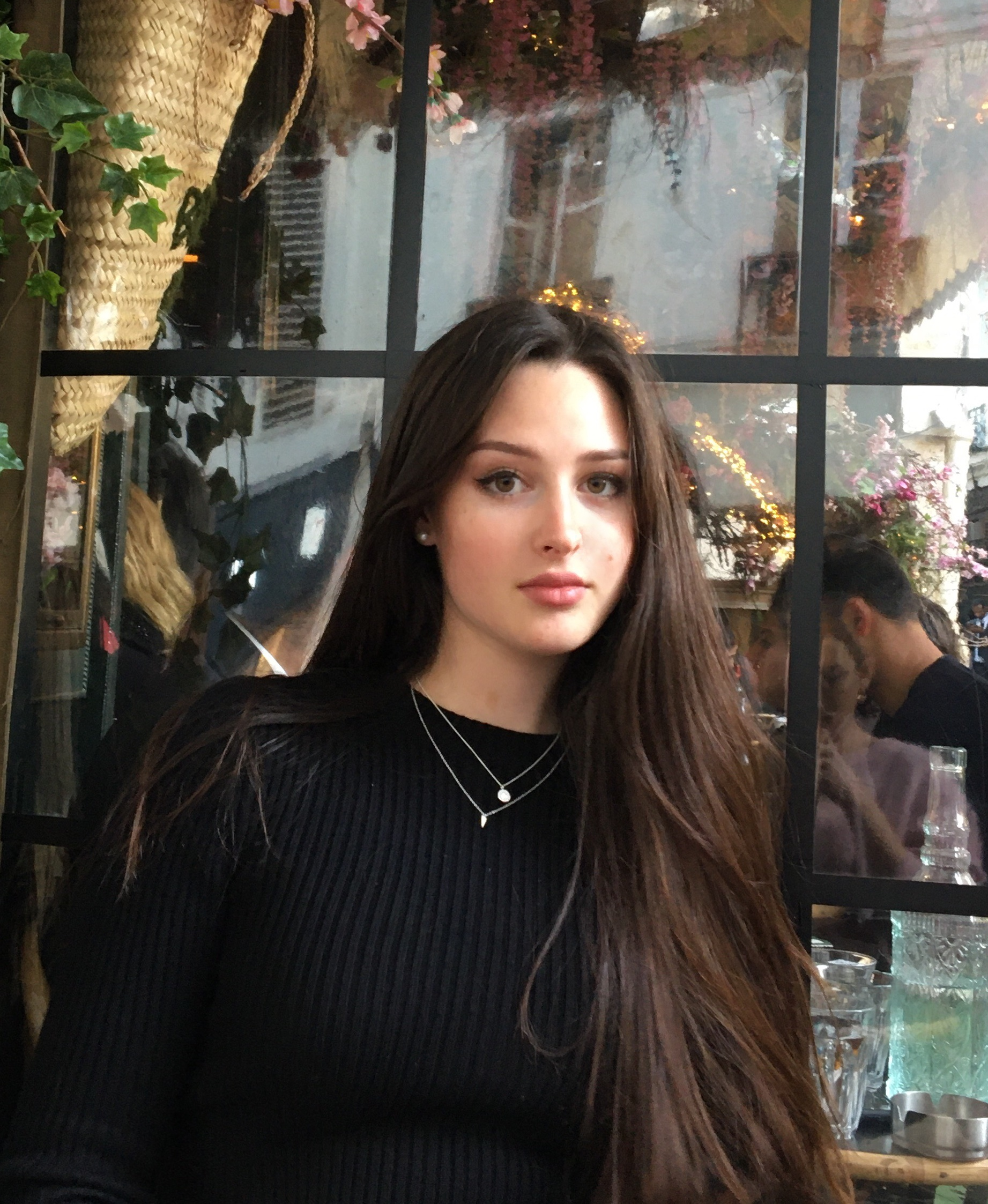
Aenne Fleischer im Oktober 2019

Aenne Fleischer (* 1999 in Berlin) ist eine deutsche Kinderbuchautorin.

## Leben
Sie besuchte das Fontane-Gymnasium in Rangsdorf. Ihr erstes Kinderbuch Der kleine Ritterpaulpirat veröffentlichte sie im Jahr 2013. Das Buch wurde von ihr selbst illustriert. Ihr zweites Kinderbuch Wunderbarer Frühling erschien 2017.

## Publikationen
- Der kleine Ritterpaulpirat. BS Verlag, Rostock 2013, ISBN 978-3-86785-253-1 (60 S.).
- Wunderbarer Frühling. BS Verlag, Rostock 2017, ISBN 978-3-86785-424-5 (28 S.).